# Bulbophyllum analamazoatrae
Bulbophyllum analamazoatrae é uma espécie de orquídea (família Orchidaceae) pertencente ao gênero Bulbophyllum. Foi descrita por Rudolf Schlechter em 1924.